# 4 194 304
A  4 194 304 a 4 194 303 és a 4 194 305 közötti természetes szám. Összetett szám. Osztóinak összege 4194303. Normálalakja {\displaystyle 4{,}194304\cdot 10^{6}}. Kettes számrendszerben 10000000000000000000000, nyolcas számrendszerben 20000000, hexadecimális alakban 400000. A 2 22. hatványa.